# Élections générales maltaises de 1924
Les élections générales maltaises de 1924 (en anglais : Maltese general election, 1924) permettent d'élire les députés de la deuxième législature de la Chambre des députés, pour un mandat de quatre ans.

## Résultats
- Résultats officiels.

| Parti politique                 | Siège de député |
| ------------------------------- | --------------- |
| Union politique maltaise        | 10              |
| Parti constitutionnel           | 10              |
| Parti travailliste              | 7               |
| Parti démocratique nationaliste | 5               |